# Трикалски санджак
Санджак Трикала (на гръцки: λιβάς/σαντζάκι Τρικάλων) е второстепенна османска провинция (санджак или лива), обхващащ района на Тесалия по османско време. Името му произлиза по името на град Трикала, който е център на санджака и на османската власт в цяла Тесалия.

## История
Санджакът е създаден след завладяването на Тесалия от османците, водени от Турахан бей в периода от 1386 до 1470 г., когато окончателно цяла Тесалия е приобщена и интегрирана в рамките на Румелийското бейлербейство с център – София. Санджак Трикала се поделя на четири вилаета – Трикала, Лариса (Йенишехир), Фанари и Аграфа. След танзиматските реформите от 1840 г., цяла Тесалия става част от Солунски еялет. В Османска Тесалия се създават първите свободни християнски милиции в Османската империя – тези на арматолотите.
През 17 век в плодородната тесалийска равнина, както и повсеместно в Румелия, износената тимарска система в земеделието се заменя с новите чифлици.
След 1780 г. Али паша Янински овладява властта в Тесалия и след 1808 г. подавя едно местно въстание. През 1813 г. избухва чумна епидемия в Тесалия, намалявайки населението ѝ до 200 хил. през 1820 г.
След създаването на независимо Кралство Гърция, основна цел на външнополитическата гръцка националистическа експанзия става Тесалия, най-вече заради плодородната ѝ равнина. Беотийската не стига за изхранването на нарастващото население на младото кралство и с гръцка логистика в Тесалия избухват бунтове през 1841 г., 1854 г. и отново в 1878 година - Тесалийското въстание.
От 1 септември 1881 г. по силата на Цариградския договор, и като компенсация за освобождението на България, кралство Гърция получава от Османската империя цяла Тесалия с Тирнавос, но без съседната Еласона. Последното османско преброяване на населението ѝ е осъществено през 1877/8 г. По време на освобождението Тесалия има 250 хил. жители с 2500 обществени сгради. Следващото вече гръцко преброяване на населението на Тесалия (без района на Еласона, който остава в османско владение до балканските войни) сочи че, населението ѝ се състои от 285 хил. гърци, 40 хил. турци и 40 хил. евреи.